# Ulrich Meyer (Fußballtrainer)
Ulrich „Uli“ Meyer (* 25. September 1943 in Bad Kreuznach) ist ein ehemaliger deutscher Fußballspieler und -trainer.

## Sportlicher Werdegang
Meyer entstammt der Jugend von Eintracht Bad Kreuznach, für den Klub debütierte er als Teenager in der Oberliga Südwest. Am Ende der Spielzeit 1962/63, in der er mittlerweile zum Stammspieler avanciert fünf Tore in 28 Ligaspielen erzielt hatte, wurde die Mannschaft dort Vorletzte, so dass sie die Qualifikation für die zweitklassige Regionalliga Südwest verpasste und aus der höchsten Spielklasse in die drittklassige 1. Amateurliga Südwest durchgereicht wurde. Dort lief er eine Spielzeit auf, ehe er im Sommer 1964 den Klub in Richtung 1. FSV Mainz 05 verließ. Für den Zweitligisten bestritt er in zwei Jahren 37 Ligaspiele in der Regionalliga Südwest, ehe er zum Süd-Regionalligisten SSV Reutlingen 05 weiterzog. Dabei glänzte er für die Mainzer beim 1:0-Erstrundenerfolg im DFB-Pokal 1964/65 über den späteren Meister Werder Bremen als entscheidender Torschütze, erst im Viertelfinale schied der Klub aus dem Wettbewerb aus. Im Schwäbischen hielt es ihn nur eine Spielzeit, es folgte der Wechsel zum vormaligen Bundesligisten SC Tasmania 1900 Berlin. In der Spielzeit 1968/69 qualifizierte er sich mit der Mannschaft für die letztlich erfolglos verlaufende Aufstiegsrunde zur Bundesliga, unter Trainer Gyula Lóránt gehörte er jedoch nicht zu den Stammspielern und kehrte daher im Sommer 1969 nach Rheinland-Pfalz zurück, wo er sich Hassia Bingen anschloss.
Später war Meyer als Trainer tätig und wirkte als Trainerassistent von Lothar Buchmann beim VfB Stuttgart, mit dem er Anfang der 1960er Jahre zusammen bei Eintracht Bad Kreuznach gespielt hatte. Gemeinsam wechselten sie im Sommer 1980 zu Eintracht Frankfurt. Mit dem Endspielsieg im DFB-Pokal 1980/81 gegen den 1. FC Kaiserslautern holten sie einen Titel, zum Ende der folgenden Spielzeit zog es Buchmann jedoch zum Lokalkonkurrenten Kickers Offenbach. Dabei ersetzte Meyer den krankheitsbedingt fehlenden Buchmann am letzten Spieltag der Spielzeit 1981/82 und ließ beim 4:2-Erfolg über Eintracht Braunschweig einige Nachwuchsspieler wie Ralf Falkenmayer, Holger Anthes oder Armin Görtz auflaufen. Meyer blieb bei der Eintracht und betreute die Mannschaft nach Saisonende noch bei diversen Freundschaftsspielen, ehe mit Helmut Senekowitsch der Cheftrainer für die Spielzeit 1982/83 verpflichtet wurde. Diesem gelang zwar am zweiten Spieltag ein 5:0-Heimerfolg über Bayer 04 Leverkusen, ansonsten verlor die SGE aber vier der ersten fünf Saisonspiele. Damit rangierte der hessische Klub mit positiver Tordifferenz auf dem vorletzten Tabellenplatz, so dass Senekowitsch einen Tag vor dem Auswärtsspiel beim FC Bayern München seines Amtes enthoben und Meyer bis zum Antritt des Nachfolgers Branko Zebec zu Beginn der folgenden Woche zum interimistischen Übungsleiter befördert wurde. Am 18. September 1982 saß daraufhin Meyer im Olympiastadion München auf der Bank und musste eine 0:4-Schlappe erleben, mit der die Münchner am ersten Oktoberfestwochenende die Tabellenführung erklommen. Gegen Ende der Saison übernahm Meyer zunehmend die Kommunikation gegenüber der Presse anstelle das „indisponierten Cheftrainer[s] Branko Zebec“. Im Juli 1983 kam es aber zur Trennung, da Zebec nicht mit ihm weiterarbeiten wollte, und die Rechtmäßigkeit einer durch das Interimspräsidium ausgesprochenen Vertragsverlängerung vom zwischenzeitlich neu gewählten Vereinspräsidium angezweifelt wurde. Kurze Zeit später wurde der jugoslawische Ex-Spieler Krasnodar Rora als neuer Zebec-Assistent vorgestellt.
Nachdem Meyer keine weitere Anstellung im Profifußball gefunden hatte, übernahm er im Januar 1985 den Trainerposten beim SV Wiesbaden in der Oberliga Hessen. Nach sieben Spielen, in denen er bei zwei Punkten ohne Sieg geblieben war, trat er zurück. Am Ende der Spielzeit 1984/85 stieg die Mannschaft als Tabellenvorletzte in die Viertklassigkeit ab. Später trainierte er u. a. den FC Bavaria Ebernburg.